# 强望泰

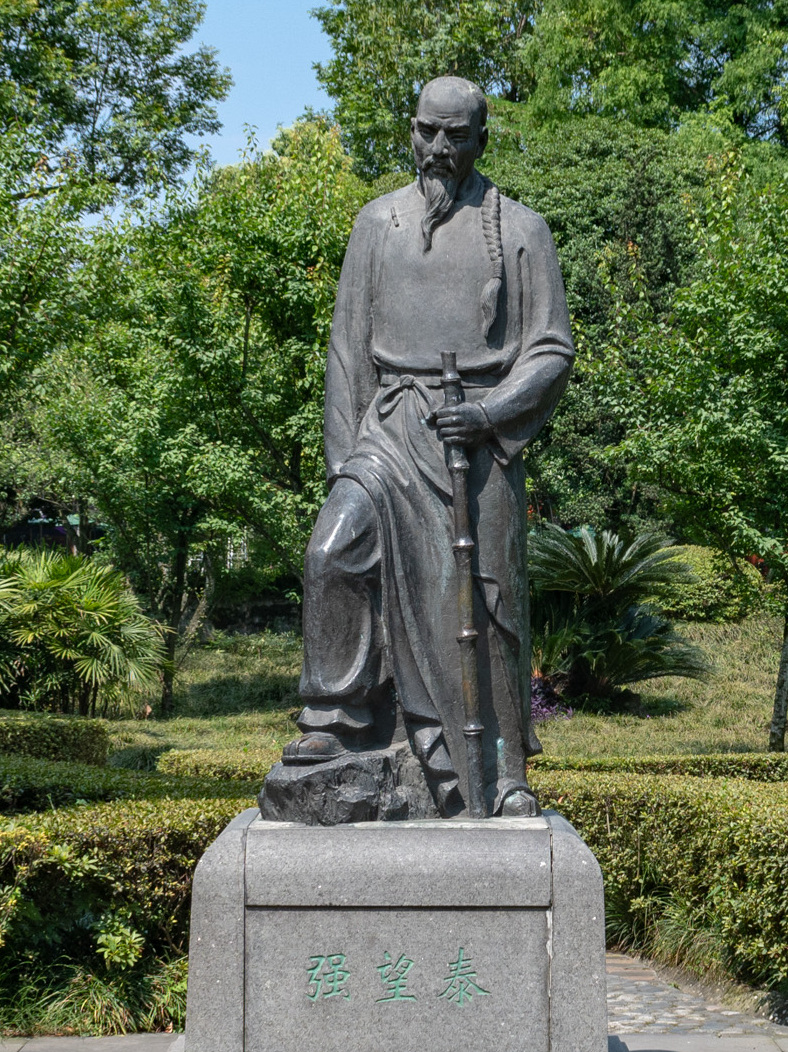
都江堰堰功道的强望泰雕像

强望泰（1793年—1844年？），陕西韩城（今韩城市）芝阳乡东赵庄村人。清朝政治人物，进士出身，水利专家。

## 生平
赐赠举人。嘉庆二十二年（1817年）与中式贡士一体殿试，赐同进士出身，改翰林院庶吉士，供职十年。道光初年外放入川，道光五年（1825年）赴懋功（今金川）总理屯务。道光七年（1827）至道光二十四年（1844）出任成都府水利同知，管理都江堰十七年，是都江堰历史上任期最长的水利管理官员。每年淘滩作堰，使灌区14州县旱涝无患，人民安居乐业。当地民众为纪念强望泰为治理都江堰作出的卓越贡献，为其立祠塑像。后擢任四川保宁府、潼川府知府，重庆府合州（今重庆合川市）知州。 咸丰二年（1852年），创建绍鹅书院（位于忠县）。著有《强萼圃太守上当事三书》一卷、《楚辞初学读本审音》十卷，上疏《凿合州钜梁虬门二滩记》（载葛士濬《皇朝經世文續編：工政》卷98）、《两修都江堰工程纪略》（载葛士濬《皇朝經世文續編：水利》卷21、《灌记文征》卷5）。
为了纪念治水先贤，都江堰人修建了一条堰功道，左右置放了十二尊古青铜雕像，他们是文翁（西汉）、诸葛亮（三国）、高俭（唐初）、章仇兼琼（唐）、刘熙古（宋）、赵不忧（宋）、吉当普（元）、卢翊（明）、施千祥（明嘉靖）、阿尔泰（清乾隆）、强望泰（清道光）、丁宝桢（清光绪）。

## 家庭
- 父嘉慶十三年（1808年）戊辰科三甲进士、河南滑县知县强克捷，嘉庆十八年殉难，授世袭骑都尉，謚忠烈，入京师昭忠祠，建专祠于陕西韩城县[1]。同时殉难的长媳徐氏，赐谥“节烈”，诰赠“恭人”，建坊旌表。强克捷殉难后，嘉庆帝亲撰《嘉庆御制忠烈强克捷碑文》，由翰林院编修林则徐书写而成，原碑立于韩城强公祠内，后移入韩城市博物馆收藏。
- 父子皆师从嘉慶六年（1801年）辛酉恩科进士秀堃。